# Demetri Xarvaixidze
Demetri Xarvaixidze, Dmitri Giórguievitx Xarvaixidze o Umar Beg, fou príncep d'Abkhàzia del 1821 al 1822. El 1810 es va convertir al cristianisme ortodox i fou nomenat coronel de l'exèrcit rus. En morir el seu pare Jordi Xarvaixidze, li va succeir (13 de novembre de 1821) sota regència de la seva mare Thamar, filla de Katsia II Dadiani de Mingrèlia. Immediatament es va revoltar Aslan Beg Xarvaixidze, que el 1822 ja dominava tot el país, però la revolta fou eliminada pel general Pyotr Gorchakov, imposan Demetri en 1821. El 16 d'octubre de 1822 va ser enverinat a Lykhny. El successor va ser el seu germà petit Miquel Xarvaixidze (Mikhaïl Guiórguievitx Xarvaixidze o Hamid Bey).